# Teilgürtelbarbe
Die Teilgürtelbarbe (Puntigrus partipentazona (Synonyme: Barbus partipentazona, Puntius partipentazona, Systomus partipentazona)) ist ein Süßwasserfisch aus der Familie der Karpfenfische (Cyprinidae). Sie kommt in den Stromgebieten des Mekong, des Mae Nam Chao Phraya und des Mae Nam Mae Klong und in den Küstenflüssen des südöstlichen Thailand und Kambodschas sowie auf der Malaiischen Halbinsel vor.

## Merkmale
Die Teilgürtelbarbe wird vier (Männchen) bis fünf (Weibchen) Zentimeter lang. Ihr Körper ist gattungstypisch für Puntigrus-Arten. In ihrer Färbung ähnelt sie stark der aus der Aquaristik bekannten Sumatrabarbe. Ihre Grundfarbe ist gelboliv. Drei schwarze Querbinden mustern die Körperseiten, ein vierter geht durch das Auge. Eine fünfte, unterhalb der Rückenflosse, ist, im Unterschied zur Sumatrabarbe, nur teilweise ausgebildet und Grund für den deutschen und den wissenschaftlichen Namen der Art (Lat./Gr.: „pars“ = Teil; „penta“ = fünf; „zone“ = Binde). Der Art fehlen die vorderen Oberkieferbarteln. Die Seitenlinie ist unvollständig und erstreckt sich nur über 7 bis 10 Schuppenreihen. Der letzte unverzweigte Rückenflossenstrahl ist an seiner Hinterkante gesägt.
- Schuppenformel: SL 7-10.

## Lebensweise
Die Teilgürtelbarbe kommt in mittleren Wasserregionen und bodennah in kleinen Bächen, Weihern und Seen zwischen dichtem Wasserpflanzenbewuchs vor. Sie ernährt sich von Zooplankton, Insekten und deren Larven und pflanzlichem Material. Laichende Weibchen legen bis zu 500 Eier in einzelnen Schüben von etwa drei bis fünf Eiern. Die Fischlarven schlüpfen nach 24 bis 30 Stunden und schwimmen nach etwa 6 Tagen frei.